# 1946 au Manitoba
Chronologie du Manitoba
- 1942
- 1943
- 1944
- 1945
- 1946
- 1947
- 1948
- 1949
- 1950

Cette page concerne des événements survenus en 1946 dans la province canadienne du Manitoba.

## Politique
- Premier ministre : Stuart Garson
- Chef de l'Opposition :
- Lieutenant-gouverneur : Roland Fairbairn McWilliams
- Législature :

## Naissances
- Ken Finkleman, scénariste et réalisateur canadien né à Winnipeg.
- Fred Penner, acteur, compositeur et scénariste canadien né à Winnipeg. Il a fondé le label Oak Street Music avec Gilles Paquin.
- Paul Savoie, poète et musicien franco-ontarien né à Saint-Boniface.

- 30 janvier : Ovide Mercredi, né à Grand Rapids, homme politique canadien de la nation crie. Il a dirigé l'Assemblée des Premières Nations entre 1991 et 1997.

- 28 décembre : Roger Bamburak (né à Winnipeg), joueur de hockey sur glace canadien[1].